# 6241 Galante
6241 Galante è un asteroide della fascia principale. Scoperto nel 1989, presenta un'orbita caratterizzata da un semiasse maggiore pari a 2,9984987 UA e da un'eccentricità di 0,1148902, inclinata di 9,14352° rispetto all'eclittica.
L'asteroide è dedicato a Maria Pia Galante, moglie di Ciro Vacchi, direttore dell'Osservatorio San Vittore.